# Memphis (Teksas)
Memphis – miasto w Stanach Zjednoczonych, w stanie Teksas, w hrabstwie Hall. W 2000 roku liczyło 2 479 mieszkańców.